# Sony Ericsson Xperia X1

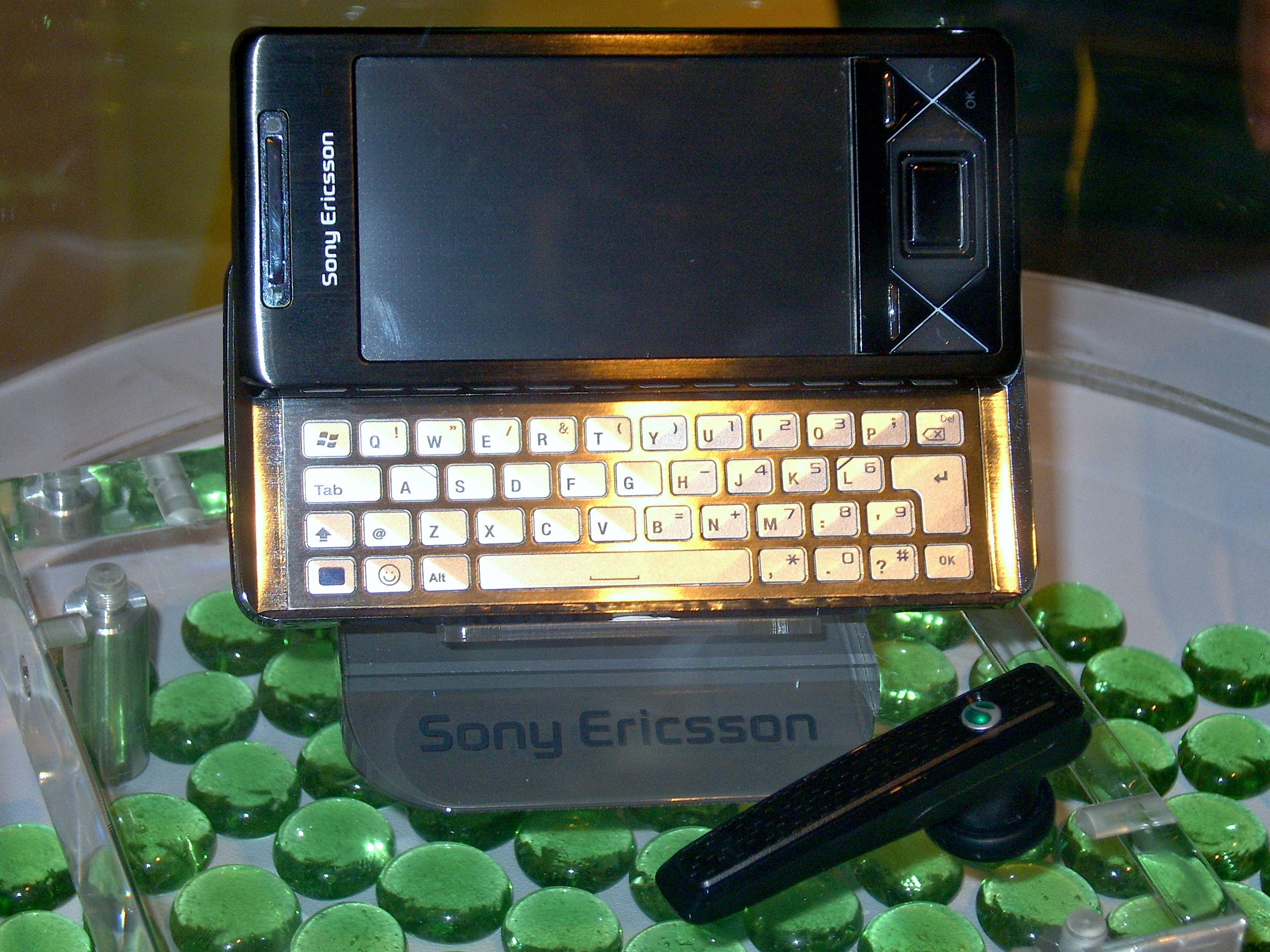
X1

Xperia X1 är en smartphone från Sony Ericsson, tillverkad av HTC Corporation, och var den första  mobiltelefonen i Xperia-serien. Xperia X1 presenterades på 2008 års Mobile World Congress och följdes upp av Xperia X2 i januari 2010.
Mobilen riktade sig mot avancerade affärsanvändare och använde operativsystemet Microsoft Windows Mobile  6 Professional.

## Specifikationer

### Skärm
- 3" pekskärm med en upplösning på 800x480 pixlar (WVGA)
- TFT-skärm med 65000-bitarsfärger

### Färger på enheten
Telefonen finns i två olika färger 
- Solid Black
- Steel Silver

### Fysiska delar
Storlek: 110.0 x 53.0 x 16.7 millimeter; 4.33 x 2.09 x 0.66 inches

Vikt med batteri: 158.0 grams; 5.57 ounces

### Batteri
Lithium-Polymer, 1500 mAh.
Samtalstid:

GSM: 10 timmar

WCDMA: 6 timmar

WCDMA videosamtal: 3 timmar
Passningstid:

GSM: 20.8 dagar

WCDMA: 26.7 dagar

### Anslutningsmöjligheter
Xperia X1 stöder en Internetanslutning via 3G-bredband som alltid är på med dataöverföring i hög hastighet.

Den här funktionen aktiverar ljud- och videoströmning, Internetåtkomst, multimediameddelanden och e-post.
Anslutningsmöjligheter som tillkommer är följande:
- 3G-bredband
- HSDPA med en nedladdninghastighet upp till 7.2 Mbit/s
- HSUPA med en uppladdningshastighet upp till 2.0 Mbit/s
- WiFi
- Bluetooth, med en radie på 10 meter
- GPRS-modem för Internet-uppringning
- Synkronisering och delning av innehåll med PC-datorer
- USB-lagringsenhet
- USB-kabelstöd

### Nätverk
- Quad-band GSM / GPRS / EDGE: GSM 850 / 900 / 1800 / 1900
- Tri-band UMTS / HSDPA / HSUPA: UMTS 850 / 1900 / 2100 X1a, UMTS 900 / 1900 / 2100 X1i/X1c

## Release
Xperia X1 släpptes ca. 1 år efter att den visades upp på en mässa.
X1 Krånglade ett flertal gånger och fick då göras om.